# The Perversity of Fate
The Perversity of Fate er en amerikansk stumfilm fra 1910 af Sidney Olcott.

## Medvirkende
- Gene Gauntier
- James Vincent
- Jack J. Clark